# Oceanus (orbiteur vers Titan)
Pour les articles homonymes, voir Oceanus.

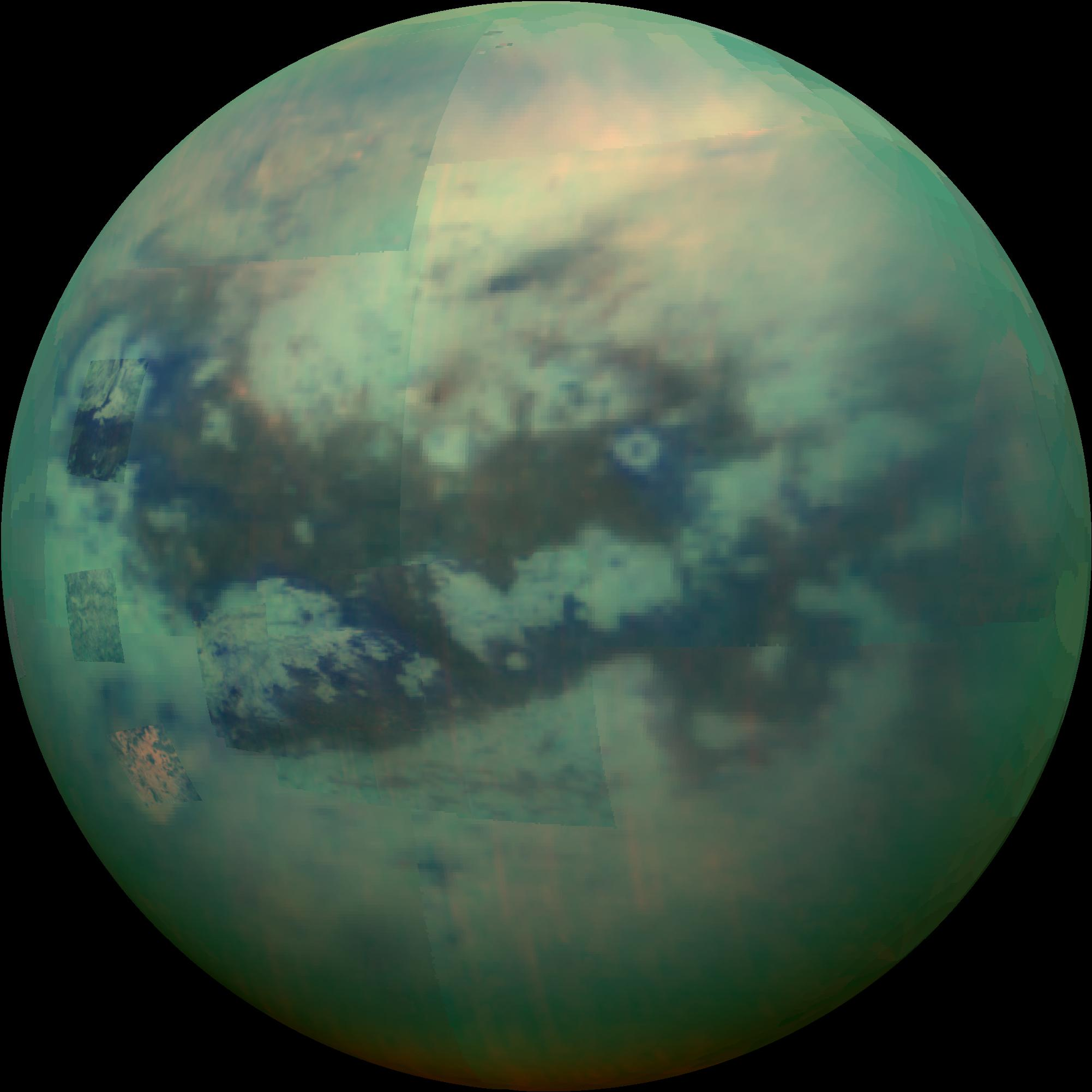
Vue infrarouge de Titan.

Oceanus est un concept de mission d'orbiteur proposé en 2017 dans le cadre du programme New Frontiers de la NASA, sans finalement avoir été retenu. L'objectif de cette mission est de se rendre sur Titan, un satellite naturel de Saturne, pour évaluer son habitabilité. L'étude de Titan aiderait à comprendre la structure d'une Terre primitive ainsi que celle des exoplanètes. La mission porte le nom d'Ocean, le dieu grec des océans.

## Aperçu

Nuages de méthane à la surface de Titan.

Titan dispose de deux types d'océans : un à la surface composé principalement de méthane liquide CH4 et d'éthane C2H6 et le deuxième sous la surface est composé de saumure. Titan étant d'une taille comparable à celle de Mercure et environ 40% de la taille de la Terre. Aussi, la Terre primitive aurait peut-être eu une atmosphère riche en méthane comme Titan aujourd'hui. En observant les processus organiques de Titan à l'œuvre, Oceanus pourrait aider à comprendre le rôle de la brume organique au début de la Terre et à comprendre l'habitabilité à travers l'Univers,. 
Oceanus était proposée au lancement en février 2024 avec un temps de trajet de 10 ans vers Titan. Le satellite passerait deux ans en orbite autour de Saturne suivis de deux ans en orbite autour de Titan. La sonde spatiale serait alimentée par des panneaux solaires. Une petite sonde afin d'étudier les lacs d'hydrocarbures de Titan était également envisagée.
Une synthèse organique abiotique se produit dans l'atmosphère de Titan et le vaste océan d'eau en profondeur créent une chimie et un environnement possibles pour l'abiogenèse et des niches habitables potentielles pour les micro-organismes. Oceanus mènerait ses recherches scientifiques avec un spectromètre de masse à plusieurs étages et une caméra infrarouge et un altimètre radar avec une grande résolution verticale.
Oceanus est dirigé par Christophe Sotin, scientifique en chef pour l'exploration du Système solaire au Jet Propulsion Laboratory de la NASA à Pasadena, en Californie.

## Objectifs
L'objectif d'Oceanus est d'étudier la chimie organique, la géologie, le champ de gravité et la topographie de Titan.
Grâce à une étude de 4 ans, Oceanus permettrait d'évaluer l'habitabilité globale de Titan et déterminerait les endroits les plus propices à la vie.

## Développement proposé
La mission serait gérée par la NASA et le JPL. Le JPL construirait des parties du radar et de la caméra, et fournirait un spectromètre de masse. La sonde serait développée par Lockheed Martin. Cette configuration a auparavant été appliquée avec succès sur Mars Reconnaissance Orbiter, Juno, MAVEN et OSIRIS-REx. La sonde utiliserait des panneaux solaires Ultraflex fabriqués par Orbital ATK. L'Agence spatiale italienne (ASI) et Thales fourniraient la partie numérique de l'altimètre radar et des parties du système de télécommunications.
Le 20 novembre 2017, la NASA sélectionne finalement deux autres propositions pour des études de concept supplémentaires : CAESAR et Dragonfly,.